# پارسیفال (فیلم ۱۹۸۲)
«پارسیفال» (انگلیسی: Parsifal (1982 film)) فیلمی در ژانر موزیکال است که در سال ۱۹۸۲ منتشر شد.